# 夕暮れ時のさびしさに
「夕暮れ時のさびしさに」（ゆうぐれどきのさびしさに）は、たまの楽曲。1990年12月10日に3rdシングルとして発売された。

## 解説
翌年1991年に発売される2ndアルバム『ひるね』の先行シングルとして発売された作品。本作にて初めて知久の楽曲が表題曲を飾った。
シングルジャケットは、東京都千代田区神田小川町に存在する洋品店「顔のYシャツ」の前で閉店後に撮影された。なお、この「顔のYシャツ」は収録曲の「まちあわせ」の歌詞に登場する（ただし歌詞では神保町となっている）。
なお、たまのシングルでは初めて3曲以上収録された作品である。

## 収録曲
1. 夕暮れ時のさびしさに
作詞：知久寿焼・作曲：たま
沖縄風のメロディを取り入れた曲。ドラマ『浮浪雲』（TBS系で放映されたビートたけし版）の主題歌。尚、同作のOPではメンバーの演奏シーンもあった。
知久がまだ川口市宮町に住んでいた頃、当時女の子と住んでいたアパートの隣が日蓮宗の寺で、よくでんでん太鼓(団扇太鼓)の音を聞きながら玄米を研いでいたという。その事を歌った歌である[2]。
2. 家族
作詞：石川浩司・作曲：たま
シングル初の石川曲。この曲は、当時のNHKの歌番組で演奏された。
曲はフリーセッションから生まれている。同じセッションの中で「さよなら人類」が生まれたほか、フリーセッションから生まれた歌には「かなしいずぼん」等がある[3]。
3. まちあわせ
作詞：石川浩司・作曲：たま
石川がボーカル、知久はギターで、それ以外のメンバーは玩具を鳴らすほぼアカペラな曲。歌詞に登場する「顔のYシャツ」とは東京都千代田区神田小川町（歌詞では神保町となっている）に実在する洋裁店で、石川に非常によく似た坊主頭の人物の巨大な顔(店主の顔)の看板が有名である。歌詞の通りに夜(午前)2時15分に「顔のYシャツ」で待ち合わせて路上レコーディングされた。雑踏の音が聞かれるのはその為である。その時にシングルジャケットの撮影も行われた。川崎製鉄（現・JFEスチール）CFソングに使われた。元々、インディーズ時代ナゴムレコードから出したLP「しおしお」では、A面の最後とB面の頭に分けて収録されていた。またイカ天の最後の週（5週目）にてこの曲を披露、対戦バンドのマルコシアス・バンプの曲とは大違いのアカペラな曲だった為グランドイカ天キングは無理と踏んでいたが、見事グランドイカ天キングになる。マルコシアス・バンプメンバーも「だって凄いんだもん」と言う程たまの世界観に圧倒されていた。
たま活動時はオリジナル・アルバムには未収録であったが、ベスト・アルバム『まちあわせ』でアルバム初収録となった。

## 収録アルバム
夕暮れ時のさみしさに
- ひるね
- まちあわせ
- たまセレクション

家族
- ひるね

まちあわせ
- まちあわせ
- たまセレクション
- ひるね（再発盤）